# 快活の人、沈思の人、温和の人

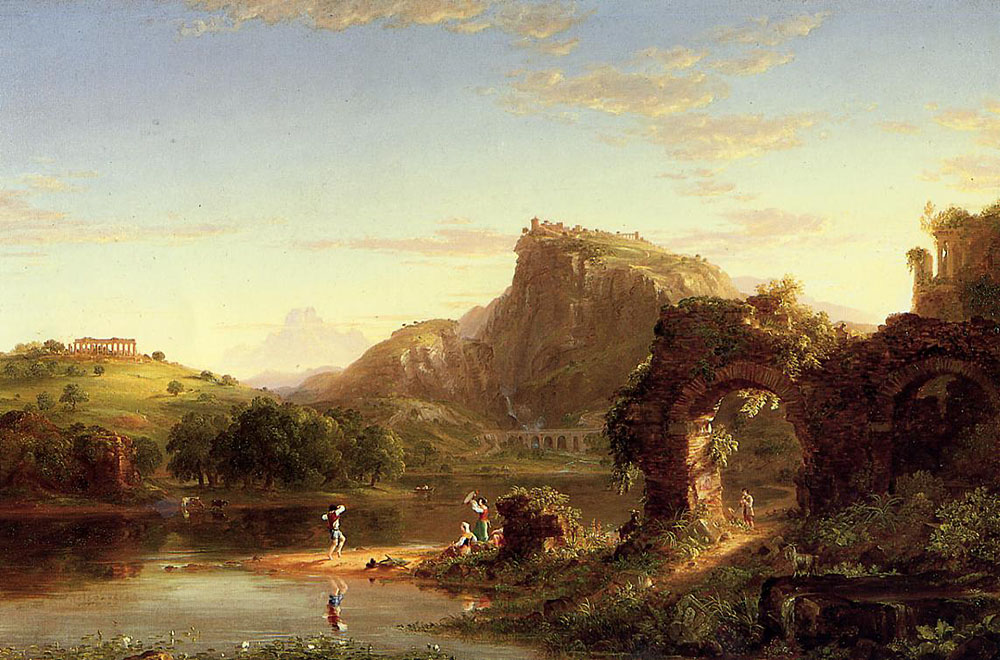
トマス・コール「快活の人（イタリアの夕暮れ）」1845年

『快活の人、沈思の人、温和の人』（かいかつのひと、ちんしのひと、おんわのひと、L'Allegro, il Penseroso ed il Moderato）HWV 55は、ジョン・ミルトンの詩をもとにゲオルク・フリードリヒ・ヘンデルが1740年に作曲した、全3部からなる英語の独唱・合唱曲。オラトリオとされることもあるが、世俗音楽である。「田園的頌歌」と呼ばれることもある。
題名は『快活の人、沈思の人、中庸の人』、『陽気の人、ふさぎの人、中庸の人』『陽気の人、ふさぎの人、温和の人』など、異なる名前になっていることもある。ミルトンの原詩の題としては『快活の人』『沈思の人』が一般的である。
1988年にマーク・モリス(英語版)によって振り付けられ、バレエとして上演された。

## 概要
『快活の人』(L'Allegro)と『沈思の人』(Il Penseroso)はミルトンの初期の傑作のひとつで、学生時代の1631年の作と推定されている。2つの詩は対照的な内容をもつ。前者では憂鬱を追いはらい、田園風景と音楽や酒宴の喜びを描き、また都市の人々の歓楽を描く。後者は喜悦をまやかしとして退け、修道女やギリシア悲劇をたたえ、夜や学問の世界を快楽とする。
1736年の『アレクサンダーの饗宴』の成功以来、ヘンデルは17世紀の詩をしばしば音楽化した。
ヘンデルの支持者であったジェイムズ・ハリス(英語版)は『快活の人』と『沈思の人』に曲をつけるようにヘンデルに提案した。ヘンデルはチャールズ・ジェネンズに翻案を依頼した。ジェネンズの台本では最初の2部は『快活の人』および『沈思の人』の詩を分割し、組み合わせることによって構成しており、原詩の328行中の225行を利用している。短い第3部「温和の人」の詩はジェネンズ本人によってつけ加えられた。
ヘンデルは1740年1月19日に作曲を開始し, 2月4日に完成した。2月27日、リンカーンズ・イン・フィールズ劇場で初演され、シーズン中に5回上演された。翌年にも再演され、ダブリン旅行での最初の上演曲も『快活の人、沈思の人、温和の人』だった。
『サウル』と同様にカリヨン（鍵盤付きグロッケンシュピール）が使われている。
ジェネンズがつけ加えた第3部の詩は評判が悪かった。1743年にも1回再演されたが、第3部が省略され、ジェネンズは不満だったという。
『快活の人、沈思の人、温和の人』はオラトリオ以外でヘンデルの没後も生き残った少数の音楽のひとつだった。

## 内容
初演時にはビアード（テノール）、デュパルク（ソプラノ）、ラインハート(英語版)（バス）、サヴェイジ(英語版)（バス）らがソロ歌手として参加した。
登場人物はなく、ソプラノ・テノール・バスによるレチタティーヴォ、アッコンパニャート、アリアとして歌われる。いくつかのアリアやアッコンパニャートは合唱をともなう。
第1部では歓楽(Mirth)と幽愁(Melancholy)の女神の名を呼び、田園の自然や村人の生活をたたえる。序曲はなく、無気味な低音楽器の伴奏によるアッコンパニャートにはじまり、笑い声の模倣（第5曲）、フルート伴奏による鳥の声の模倣（第13曲）、狩りのホルン（第14曲）など、描写的なアリアが登場する。最後は下降音階による鐘の音の模倣で若者たちの踊りについて歌うが、急に静かになり、人々は眠りにつく。
第2部では夜の星々とそれにまつわるギリシア悲劇について歌われた後、朝が来て都市の賑やかさがトランペットとティンパニつきで歌われる（第27曲）。人は宴会や演劇の楽しみを歓楽の女神に求め、また天上へと導くオルガンの響きや静かな隠者の生活の楽しみを幽愁の女神に求める（第38曲、フーガ風の長い合唱で終わる）。
第3部では行き過ぎた快楽は苦痛に変わるとして、中庸(Moderation)の神に呼びかけ、節度や質素や安楽を美徳とする。二重唱と合唱で中庸をたたえて曲を終える。
演奏時間は約2時間。